# Capra kiko

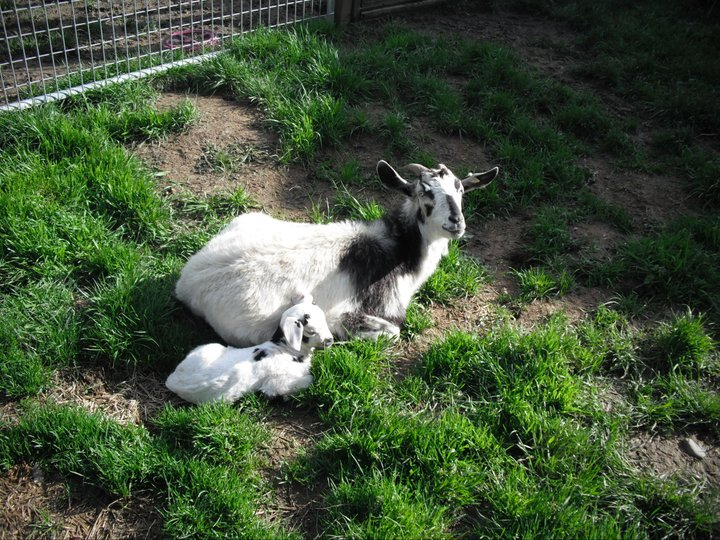

La kiko è una razza di capra originatasi in Nuova Zelanda da incroci mirati di razze da latte europee con le capre rinselvatichite del luogo negli anni 80: kiko è la parola Maori per "carne".
Ciò che le contraddistingue è la rapida crescita, l'indipendenza dall'allevatore per la sopravvivenza ed il sostentamento e la frugalità.